# Estación de Jules Joffrin
La  estación de Jules Joffrin es una estación de la línea 12 del metro de París situada en el XVIII Distrito al norte de París.

## Historia
La estación fue inaugurada el 31 de octubre de 1912 en una de las sucesivas ampliaciones de la línea A de la Compañía Nord-Sud, actual línea 12, hacia el norte. Hasta 1916 ejerció de terminal norte. 
Debe su nombre al político francés Jules Joffrin (1846-1890).

## Descripción
Está compuesta de dos vías y de dos andenes laterales de 75 metros.
Afectada por el estilo carrossage utilizado en la década de los 50 y 60 y que consistía en ocultar la bóveda de las estaciones forrándolas con llamativas molduras metálicas, fue totalmente renovada en el 2009 recuperando su estado anterior. De esta forma vuelve a lucir los clásicos azulejos blancos biselados del metro parisino. 
Su iluminación sigue el estilo New Neons. Emplea delgadas estructuras circulares, en forma de cilindro, que recorren los andenes proyectando la luz tanto hacia arriba como hacia abajo. Finos cables metálicos dispuestos en uve sostienen a cierta distancia de la bóveda todo el conjunto
La señalización ha recuperado el estilo Nord-Sud, caracterizado por su gran tamaño, donde el nombre de la estación se realiza combinando azulejos blancos y azules enmarcados por un trazo marrón. Un color habitualmente utilizado en aquellas estaciones que no tiene correspondencia con otras y que se repite en el zócalo, en el marco de los paneles publicitarios y en varios adornos de la bóveda.
Por último, los asientos de la estación son los modernos Coquille o Smiley, unos asientos en forma de cuenco inclinado para que parte del mismo pueda usarse como respaldo y que poseen un hueco en la base en forma de sonrisa. Los mismos están presentes en un único color, el amarillo.